# Charopus rotundatus
Charopus rotundatus é uma espécie de insetos coleópteros polífagos pertencente à família Malachiidae.
A autoridade científica da espécie é Erichson, tendo sido descrita no ano de 1840.
Trata-se de uma espécie presente no território português.